# Hubice
Hubice es un municipio del distrito de Dunajská Streda en la región de Trnava, Eslovaquia, con una población estimada a final del año 2024 de 656 habitantes.
Se encuentra ubicado al sur de la región, cerca de los ríos Danubio y Váh, y de la frontera con Hungría y la región de Bratislava.

## Demografía
| Año        | 1994 | 2004    | 2014     | 2024     |
| ---------- | ---- | ------- | -------- | -------- |
| Población  | 504  | 510     | 576      | 656      |
| Diferencia |      | +1,19 % | +12,94 % | +13,88 % |

| Año        | 2023 | 2024    |
| ---------- | ---- | ------- |
| Población  | 649  | 656     |
| Diferencia |      | +1,07 % |